# Hanna Wróblewska
Hanna Wróblewska, née le 5 juin 1968 à Olsztyn, est une historienne de l'art et conservatrice polonaise. 
Elle est ministre de la Culture et du Patrimoine national au sein du gouvernement de Donald Tusk de mai 2024 à juillet 2025.

## Biographie
Hanna Wróblewska est diplômée en histoire de l'art de l'Université de Varsovie. Elle a été, de 2010 à 2021, la directrice de la Galerie nationale d'art Zachęta mais aussi directrice adjointe du musée du ghetto de Varsovie et pour le pavillon polonais de la Biennale de Venise.